# Silverstone 1000 km

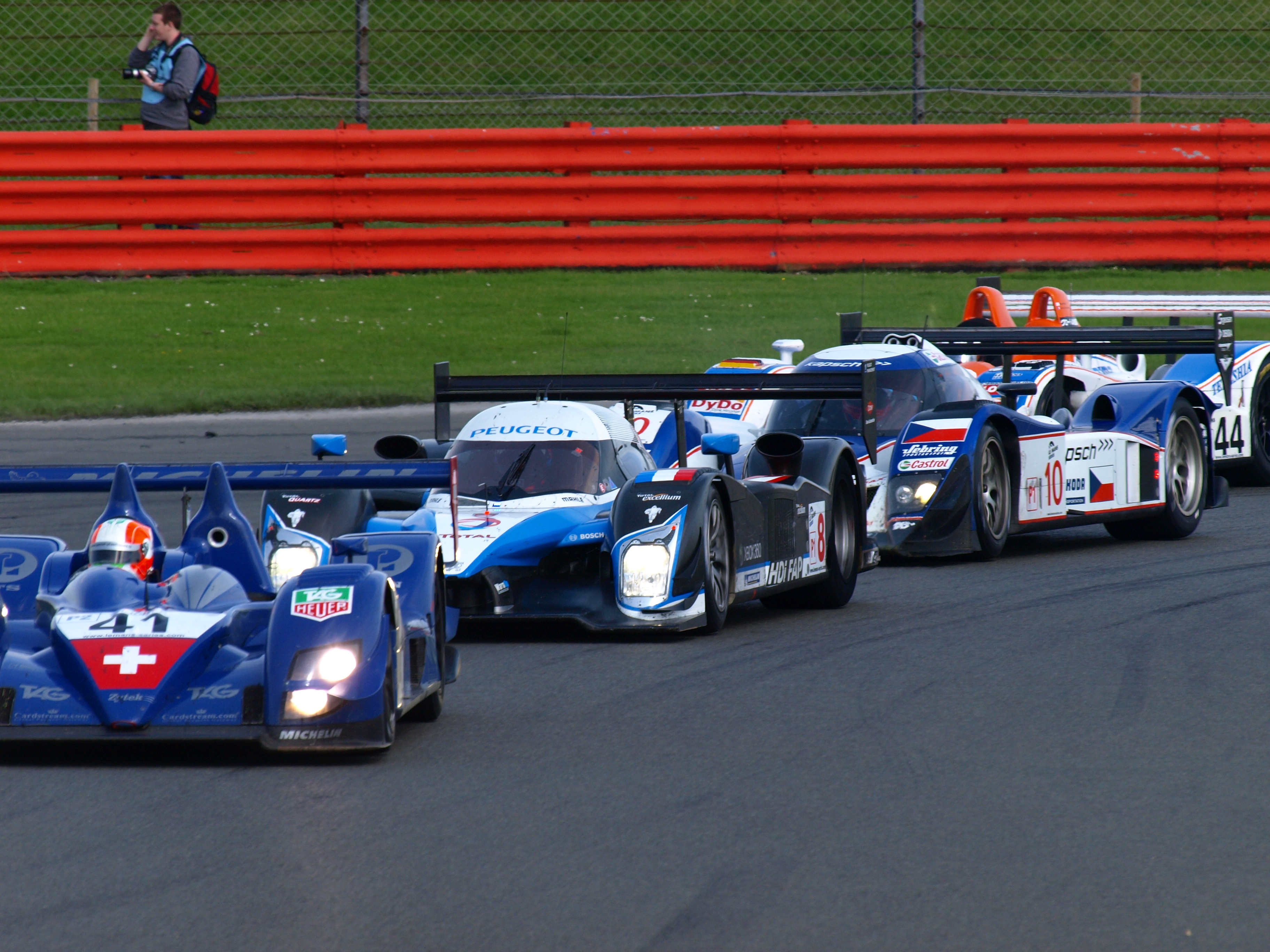
Silverstone 1000 km 2008.

Silverstone 1000 km är en långdistanstävling för sportvagnar på Silverstone Circuit i Storbritannien.  

## Historia
Tävlingen på Silverstone ersatte Brands Hatch 1000 km från 1976. De första åren kördes distansen 6 timmar, men från 1983 utökades den till 1000 km. I början av 1990-talet kördes några kortare lopp, innan sportvagns-VM kollapsade 1992.
2004 återkom Silverstone 1000 km som en deltävling i Le Mans Series.

## Vinnare
| År                | Förare                                            | Bil                          | Mästerskap                                  |
| Distans: 6 timmar | Distans: 6 timmar                                 | Distans: 6 timmar            | Distans: 6 timmar                           |
| ----------------- | ------------------------------------------------- | ---------------------------- | ------------------------------------------- |
| 1976              | John Fitzpatrick Tom Walkinshaw                   | BMW 3.5 CSL                  | Sportvagns-VM                               |
| 1977              | Jochen Mass Jacky Ickx                            | Porsche 935                  | Sportvagns-VM                               |
| 1978              | Jochen Mass Jacky Ickx                            | Porsche 935                  | Sportvagns-VM                               |
| 1979              | John Fitzpatrick Hans Heyer Bob Wollek            | Porsche 935                  | Sportvagns-VM                               |
| 1980              | Alain de Cadenet Desiré Wilson                    | De Cadenet Lola-Ford         | Sportvagns-VM                               |
| 1981              | Harald Grohs Walter Röhrl Dieter Schornstein      | Porsche 935                  | Sportvagns-VM                               |
| 1982              | Riccardo Patrese Michele Alboreto                 | Lancia LC1                   | Sportvagns-VM                               |
| Distans: 1000 km  |                                                   |                              |                                             |
| 1983              | Derek Bell Stefan Bellof                          | Porsche 956                  | Sportvagns-VM                               |
| 1984              | Jochen Mass Jacky Ickx                            | Porsche 956                  | Sportvagns-VM                               |
| 1985              | Jochen Mass Jacky Ickx                            | Porsche 962                  | Sportvagns-VM                               |
| 1986              | Derek Warwick Eddie Cheever                       | Jaguar XJR-6                 | Sportvagns-VM                               |
| 1987              | Raul Boesel Eddie Cheever                         | Jaguar XJR-8                 | Sportvagns-VM                               |
| 1988              | Martin Brundle Eddie Cheever                      | Jaguar XJR-9                 | Sportvagns-VM                               |
| 1989              | Ingen tävling                                     | Ingen tävling                | Ingen tävling                               |
| Distans: 480 km   |                                                   |                              |                                             |
| 1990              | Martin Brundle Alain Ferté                        | Jaguar XJR-11                | Sportvagns-VM                               |
| Distans: 430 km   |                                                   |                              |                                             |
| 1991              | Derek Warwick Teo Fabi                            | Jaguar XJR-14                | Sportvagns-VM                               |
| Distans: 500 km   |                                                   |                              |                                             |
| 1992              | Derek Warwick Yannick Dalmas                      | Peugeot 905 Evo 1B           | Sportvagns-VM                               |
| 1993 till 1999    | Inga tävlingar                                    | Inga tävlingar               | Inga tävlingar                              |
| 2000              | JJ Lehto Jörg Müller                              | BMW V12 LMR                  | American Le Mans Series                     |
| 2001 till 2003    | Inga tävlingar                                    | Inga tävlingar               | Inga tävlingar                              |
| Distans: 1000 km  |                                                   |                              |                                             |
| 2004              | Allan McNish Pierre Kaffer                        | Audi R8                      | Le Mans Series                              |
| 2005*             | Allan McNish Stéphane Ortelli                     | Audi R8                      | Le Mans Series                              |
| 2006              | Ingen tävling                                     | Ingen tävling                | Ingen tävling                               |
| 2007              | Marc Gené Nicolas Minassian                       | Peugeot 908 HDi FAP (Diesel) | Le Mans Series                              |
| 2008              | Allan McNish Rinaldo Capello                      | Audi R10 TDI (Diesel)        | Le Mans Series                              |
| 2009              | Olivier Panis Nicolas Lapierre                    | Oreca 01                     | Le Mans Series                              |
| 2010              | Anthony Davidson Nicolas Minassian                | Peugeot 908 HDi FAP (Diesel) | Le Mans Series Intercontinental Le Mans Cup |
| Distans: 6 timmar |                                                   |                              |                                             |
| 2011              | Simon Pagenaud Sébastien Bourdais                 | Peugeot 908 (Diesel)         | Le Mans Series Intercontinental Le Mans Cup |
| 2012              | André Lotterer Benoît Tréluyer Marcel Fässler     | Audi R18 e-tron quattro      | FIA World Endurance Championship            |
| 2013              | Allan McNish Tom Kristensen Loïc Duval            | Audi R18 e-tron quattro      | FIA World Endurance Championship            |
| 2014              | Anthony Davidson Sébastien Buemi Nicolas Lapierre | Toyota TS040 Hybrid          | FIA World Endurance Championship            |
| 2015              | André Lotterer Benoît Tréluyer Marcel Fässler     | Audi R18 e-tron quattro      | FIA World Endurance Championship            |
| 2016**            | Marc Lieb Neel Jani Romain Dumas                  | Porsche 919 Hybrid           | FIA World Endurance Championship            |
| 2017              | Sébastien Buemi Anthony Davidson Kazuki Nakajima  | Toyota TS050 Hybrid          | FIA World Endurance Championship            |
| 2018***           | Mathias Beche Thomas Laurent Gustavo Menezes      | Rebellion R13-Gibson         | FIA World Endurance Championship            |
| Distans: 4 timmar |                                                   |                              |                                             |
| 2019              | Mike Conway Kamui Kobayashi José María López      | Toyota TS050 Hybrid          | FIA World Endurance Championship            |

* – Tävlingen avbröts efter 6 timmar och 776 km.

** – Den segrande Audin med förarna Lotterer, Tréluyer och Fässler diskvalificerades efter en teknisk inspektion.

*** – Den segrande Toyotan med förarna Alonso, Buemi och Nakajima diskvalificerades efter en teknisk inspektion.